# Éloise
Éloise is een gemeente in het Franse departement Haute-Savoie (regio Auvergne-Rhône-Alpes). De plaats maakt deel uit van het arrondissement Saint-Julien-en-Genevois. Éloise telde op 1 januari 2022 935 inwoners.

## Geografie
De oppervlakte van Éloise bedroeg op 1 januari 2022 8,95 vierkante kilometer; de bevolkingsdichtheid was toen 104,5 inwoners per km².

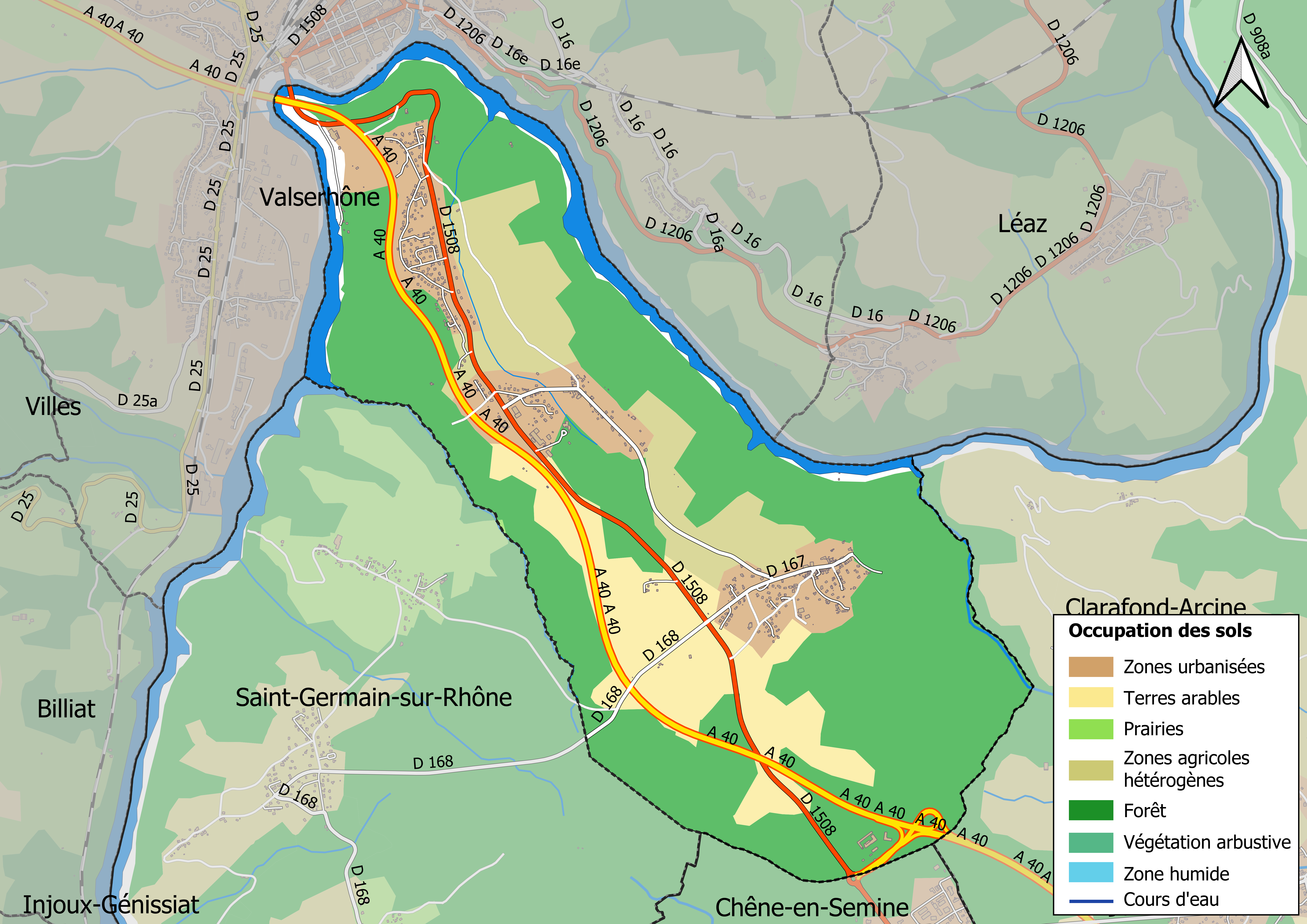
Kaart van de gemeente met de belangrijkste infrastructuur, bodemgebruik en omliggende gemeenten

## Demografie
Onderstaande figuur toont het verloop van het inwonertal (bron: INSEE-tellingen).